# Rogelio Ortega
Rogelio Ortega (* 28. März 1915 in Havanna; †  in den 1980ern nach 1983 ebenda) war ein kubanischer Schachspieler.

## Karriere
Im August 1959 belegte er mit 8,5 Punkten aus 12 Runden einen guten 6. bis 13. Rang beim von Arthur Bisguier mit 10 Punkten gewonnenen US-Open in Omaha (Nebraska). 1966 gewann er die kubanische Meisterschaft. 1969 wurde er hinter Jesús Rodríguez zusammen mit Silvino García geteilter Zweiter bei der kubanischen Meisterschaft.
In den 1960er Jahren nahm er an wichtigen Turnieren in Südamerika und mehreren Turnieren in Osteuropa teil. So spielte er in Havanna bei den Capablanca-Gedenkturnieren 1962, 1963 und 1964 und der Panamerikanischen Meisterschaft 1966 sowie bei den Akiba-Rubinstein-Gedenkturnieren in Polanica-Zdrój 1965 und 1967 und beim Emanuel-Lasker-Gedenkturnier 1968 in Ost-Berlin. Obgleich er in Polanica-Zdrój 1967 nur 15. von 16 Teilnehmern wurde, gelangen Ortega Siege gegen den Turniersieger Semjon Abramowitsch Furman und gegen Wolfgang Uhlmann, der zusammen mit Vlastimil Hort geteilter Zweiter wurde.
Ortega gehörte der kubanischen Mannschaft bei den Schacholympiaden 1952 in Helsinki, 1962 in Warna, 1964 in Tel Aviv, 1966 in Havanna und 1968 in Lugano an.
Ortegas hatte seine beste Elo-Zahl von 2330 in den Elolisten vom Juli 1973 bis Januar 1975. Seine beste historische Elo-Zahl vor Einführung der Elo-Zahlen betrug 2472 im Oktober 1970, als er auf dem 302. Platz der nachträglich berechneten Weltrangliste stand.
Bei einer Simultanvorstellung, die Ortega Anfang der 1960er Jahre gab, gelang dem Revolutionsführer und Industrieminister Che Guevara ein schneller Sieg in 22 Zügen gegen Ortega.